# Fernando Royuela
Fernando Royuela (Madrid, 1963) es un escritor español. Su obra narrativa se sustenta en la imaginación creativa, la reflexión crítica sobre la realidad y el juego literario. Las relaciones entre realidad, lenguaje y ficción forman parte esencial de sus planteamientos estilísticos.  La reivindicación y el uso de la sátira, de la parodia y del humor como instrumento de resistencia frente a las imposiciones del poder son también característicos en sus propuestas literarias.

## Narrativa
- El prado de los monstruos (Lengua de trapo, 1996)
- Callejero de judas (Lengua de trapo, 1997)
- La mala muerte (Alfaguara, 2000, 2007 Círculo de Lectores, 2000). Premio Ojo Crítico de RNE 2000
- La pasión según las fieras (Alfaguara, 2003)
- Violeta en el cielo con diamantes (Alfaguara, 2005; Círculo de Lectores, 2005)
- El rombo de Michaelis (Alfaguara, 2007)
- Cuando Lázaro anduvo (Alfaguara, 2012). Premio Estado Crítico 2012
- La risa final (Harper-Collins, 2018)

## Literatura infantil
- Lo que comen los ratones (Alfaguara Infantil, 2007). Ilustraciones de Fernando Vicente

## Libros colectivos
- Páginas Amarillas, (Lengua de Trapo, 1997)
- Nuevos Episodios Nacionales, (Edaf, 2000)
- Leyendas y tradiciones de Sevilla, (Renacimiento,2004)
- Rojo Amarillo y morado, (Martínez Roca, 2006)
- Contar las olas, (Lengua de Trapo, 2006)
- Steampunk: antología retrofuturista. Selección de textos y antólogo: Félix J. Palma. Relatos de Óscar Esquivias, Fernando Marías, José María Merino, Juan Jacinto Muñoz Rengel, Andrés Neuman, Fernando Royuela, Luis Manuel Ruiz, Care Santos, José Carlos Somoza, Ignacio del Valle, Pilar Vera y Marian Womack. Ed. Fábulas de Albión, 2012.